# جورج فورستر ديفيدسون
جورج فورستر ديفيدسون هو موظف مدني كندي، ولد في 18 أبريل 1909 في Bass River, Nova Scotia ‏ في كندا، وتوفي في 22 يوليو 1995 في فيكتوريا في كندا.